# Slaget om Kristiania
Slaget om Kristiania var en mindre strid, vid ett intåg i Kristiania (nuvarande Oslo), under Karl XII:s norska fälttåg, den 10 mars 1716. Karl XII själv bosatte sig i en hantverkares hus i stadens norra delar. 